# أودري بروكس
أودري بروكس (بالإنجليزية: Audrey Brooks)‏ هي عالمة نبات بريطانية، ولدت في 3 أكتوبر 1933 في كنت في المملكة المتحدة، وتوفيت في 18 يناير 2018.